# Cho Young-cheol
Cho Young-Cheol (Ulsan, 31 de maio de 1989) é um futebolista profissional sul-coreano. Atua como atacante e milita no Omiya Ardija.

## Carreira
Cho Young-Cheol representou a Seleção Sul-Coreana de Futebol nas Olimpíadas de 2008.